# Michael O'Brien
Michael "Mike" Jon O'Brien (Skokie, 23 de outubro de 1965) é um nadador dos Estados Unidos, campeão olímpico dos 1500 metros livres nas Olimpíadas de Los Angeles em 1984.